# Frank Naylor
Frank Naylor (Filadelfia, 25 gennaio 1959) è un ex giocatore di football americano statunitense che ha giocato nel ruolo di centro nella United States Football League (USFL). Fu scelto nel corso del dodicesimo giro (311º assoluto) del Draft NFL 1982 dai Seattle Seahawks. All'università giocò a football alla Rutgers University.

## Carriera
Naylor fu scelto nel corso del terzo nel Draft 1982 dai Seattle Seahawks ma fu svincolato il 17 agosto 1982. Firmò coi New Jersey Generals della United States Football League il 24 novembre 1982, disputando 17 partite nella stagione inaugurale della lega, quella del 1983. Nell'anno successivo disputò tutte le 18 partite della stagione regolare e la sconfitta nei playoff contro i Philadelphia Stars. Nel 1985 si infortunò a una gamba durante il training, perdendo tutto il resto della stagione.

## Statistiche
USFL
| Partite totali | 35 |